# Білинок (Осовецька сільська рада)
Білинок (біл. Белінок) — село в Білорусі, у Дорогичинському районі Берестейської області. Орган місцевого самоврядування — Осовецька сільська рада.

## Географія
Розташоване за 9 км від Дорогичина.

## Історія
У 1919 році в селі працювала українська початкова школа, у якій навчалося 38 учнів, учителем був П. Норенко. У 1926 році жителі Білинка зверталися до міністерства освіти Польщі з проханням заснувати в селі українську школу.

## Населення
За переписом населення Білорусі 2009 року чисельність населення села становила 116 осіб.